# غولزار
سامبووران سينغ كالرا (من مواليد 18 أغسطس 1936) المعروف شعبيا باسم "غولزار"، شاعر، مخرج، صانع أفلام، ومنتج هندي.
ابتدأت مسيرته المهنية مساعدا للمخرج المشهور بما راي،

## روابط خارجية
- غولزار على موقع IMDb (الإنجليزية)
- غولزار على موقع ألو سيني (الفرنسية)
- غولزار على موقع ألو سيني (الفرنسية)
- غولزار على موقع ميوزك برينز (الإنجليزية)
- غولزار على موقع أول موفي (الإنجليزية)
- غولزار على موقع قاعدة بيانات برودواي على الإنترنت (الإنجليزية)
- غولزار على موقع ديسكوغز (الإنجليزية)
- غولزار على موقع قاعدة بيانات الفيلم (الإنجليزية)
- غولزار على موقع كينوبويسك (الروسية)